# Nardia lescurii
Nardia lescurii là một loài rêu tản trong họ Jungermanniaceae. Loài này được (Austin) Underw. miêu tả khoa học lần đầu tiên năm 1884.